# Engenho de Dentro
Engenho de Dentro és un barri de la Zona Nord del municipi de Rio de Janeiro. Malgrat de no ser un dels barris més populosos del municipi, és un dels més notables a causa de la seva extensió geogràfica, limitant amb diversos barris del Grande Méier i també amb el Parc Nacional de Tijuca.
En el barri, que és tallat per l'Avinguda Governador Carlos Lacerda, estan situats els museus del Tren i de les Imatges de l'Inconscient; i més recentment, l'Estadi Nilton Santos, on van tenir lloc les competicions d'atletisme i futbol en els Jocs Pan-Americans de 2007 i en els Jocs Olímpics d'Estiu de 2016. És també tallat pel ferrocarril Central del Brasil, sent dividit en les parts est i oest, i té els seus límits marcats pels barris de Abolição, Água Santa, Cachambi, Encantado, Inhaúma, Lins de Vasconcelos, Méier, Pilares i Todos os Santos.

## Història
El seu origen es remunta a l'època colonial, quan les seves terres acollien un engenho de sucre que li va donar el nom.
Es va desenvolupar, en la segona meitat del segle xix, a partir de la implantació de l'antic ferrocarril Pedro II (ferrocarril Central do Brasil). Després de la Proclamació de la República Brasilera, va ser aixecat un cobert de pintura de cotxes que donaria origen a l'actual Museu del Tren.

## Característiques

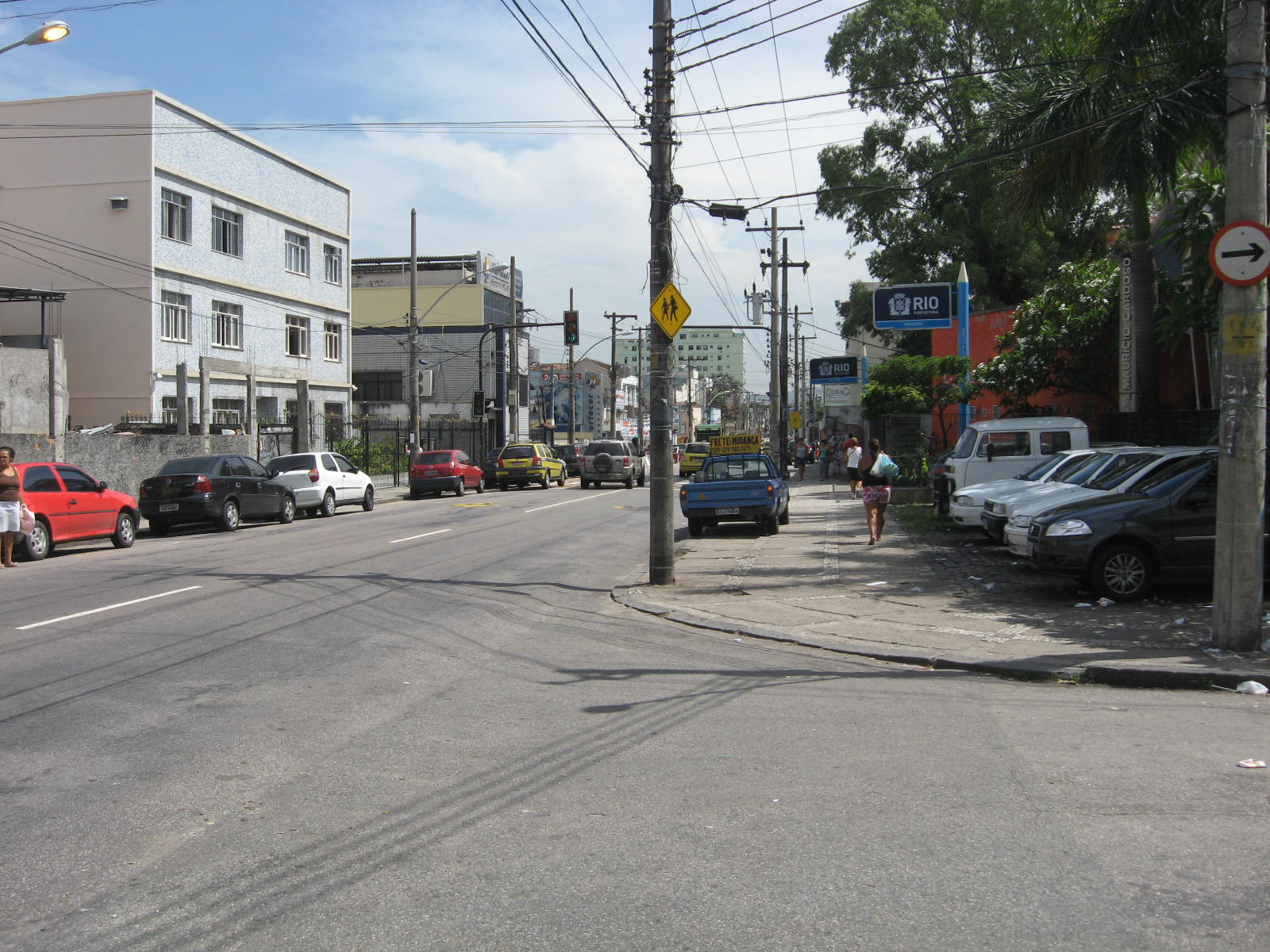
Engenho de Dentro.

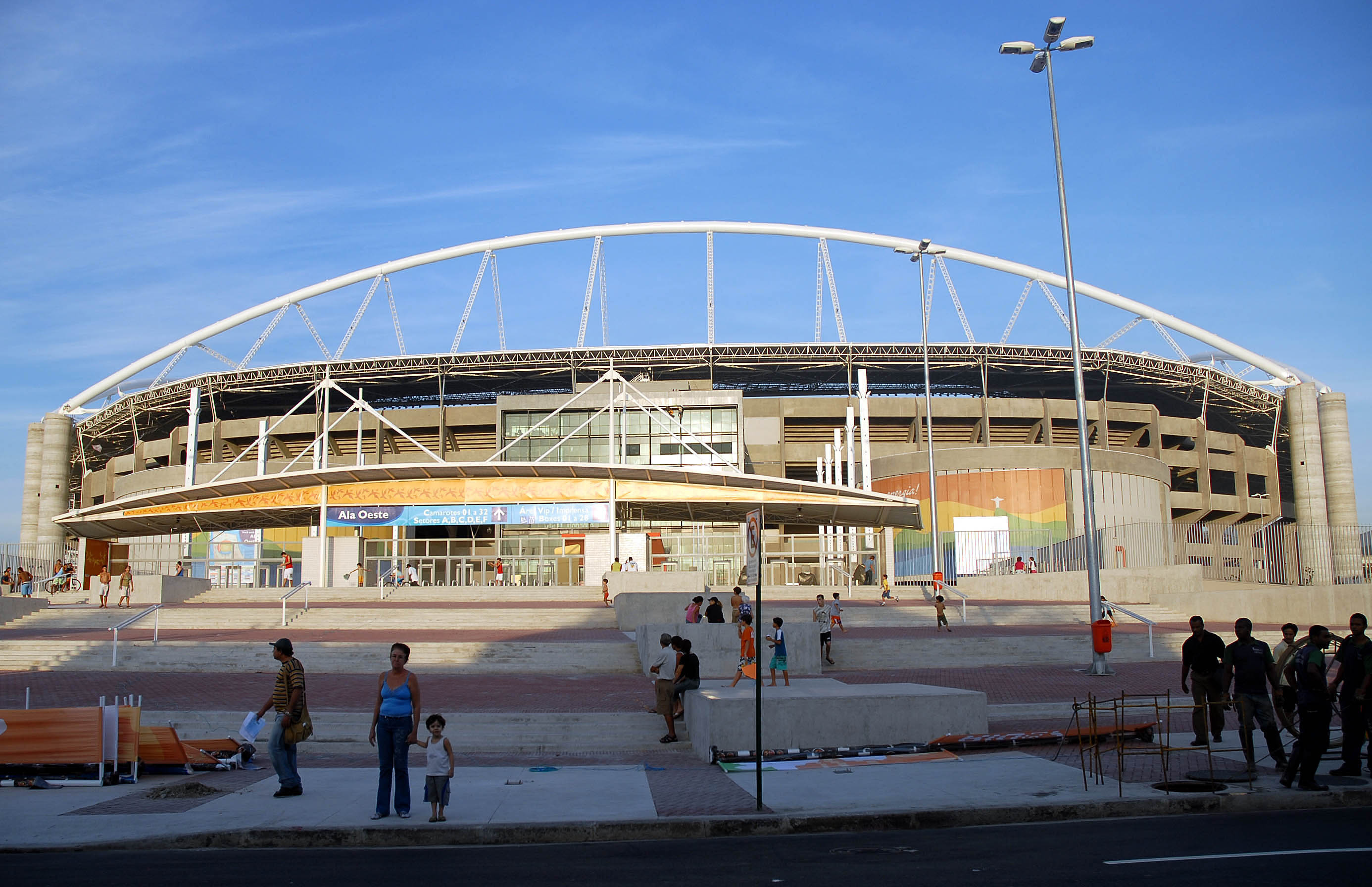
Estadi Nilton Santos

És un dels que formen la regió del Grande Méier.
L'Engenho de Dentro, és probablement el barri més heterogeni de la regió administrativa del Méier. Té algunes faveles de classe mitja baixa fins a algunes cases i edificis de classe mitja alta. Té un índex de desenvolupament humà de 0,857, ocupant la posició 48 entre 126 barris del municipi analitzats. Pel que fa a l'índex de Desenvolupament Social, el barri queda en la posició 58 entre 158 analitzats, amb 0,610.
El barri compta, per a l'oci, amb l'Estadi Nilton Santos, que al final dels Jocs Pan-Americans de 2007, l'ajuntament va cedir al Botafogo de Futebol e Regatas. La funció de seu de l'atletisme es va repetir en els Jocs Olímpics d'Estiu de 2016.
El barri d'Engenho de Dentro forma part de la regió administrativa de Méier. Els barris integrants d'aquesta regió administrativa són justament els nou barris que limiten amb Engenho de Dentro a més de Jacaré i Piedade.